# Pauesia juniperorum
Pauesia juniperorum är en stekelart som först beskrevs av Jaroslav Stary 1960.  Pauesia juniperorum ingår i släktet Pauesia och familjen bracksteklar. Arten är reproducerande i Sverige. Inga underarter finns listade i Catalogue of Life.